# Hamatastus fasciatus
Hamatastus fasciatus là một loài bọ cánh cứng trong họ Cerambycidae.